# 塞拉诺波利斯
塞拉诺波利斯是巴西戈亚斯州的一个市镇。总面积5526.526平方公里，总人口7223人，人口密度1.3人/平方公里。